# Staatsoper Unter den Linden

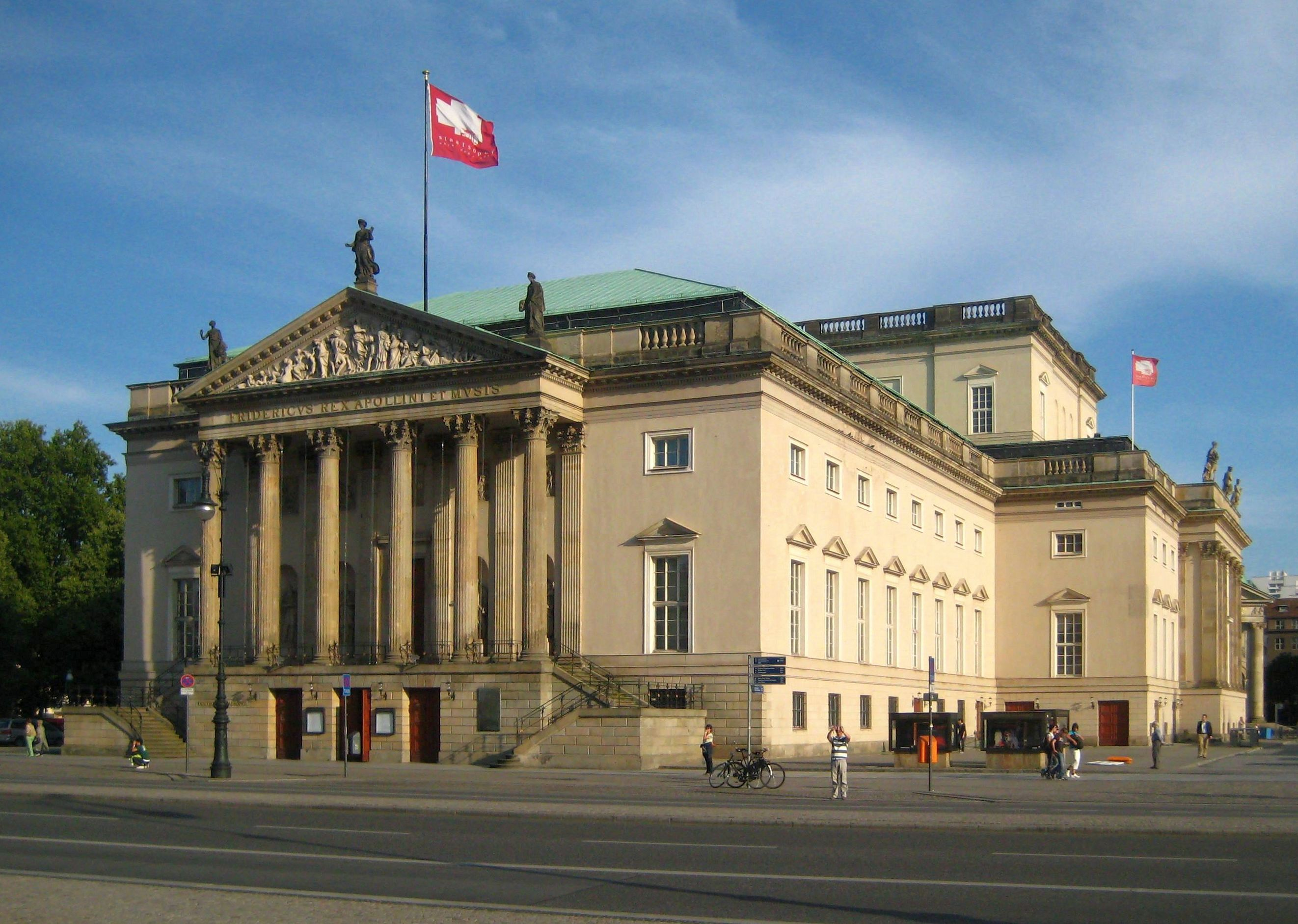
Staatsoper Berlin

Staatsoper Unter den Linden (även Deutsche Staatsoper eller Staatsoper Berlin) är Berlins äldsta operahus och ligger i stadsdelen Mitte i stadsdelsområdet med samma namn.

## Historia
Arkitekten Georg Wenzeslaus von Knobelsdorff påbörjade i juli 1741 ett operahus efter uppdrag av Fredrik II av Preussen. Huset är ett typiskt exempel för palladiansk arkitektur och fick namnet Königlichen Hofoper. Byggnaden blev klar 1743 men redan den 7 december 1741 invigdes huset med Carl Heinrich Grauns verk Cleopatra e Cesare. Huset var 1743 det största operahuset i Europa och samtidigt Tysklands första fristående operahus.
Natten mellan den 18 och den 19 augusti 1843 brann operahuset helt ner. Det blev återuppbyggt under ledning av arkitekten Carl Ferdinand Langhans. Denna gång öppnades operahuset med Giacomo Meyerbeers opera Ein Feldlager in Schlesien.
I början av 1900-talet fick operahuset sitt nuvarande namn, då man tidvis var sammanslagna med Staatsoper am Platz der Republik. Under andra världskriget träffades huset två gånger av bomber och varje gång uppfördes byggnaden på nytt. Den andra gången var arkitekten Richard Paulick ansvarig.
Sedan 2010 pågår en ny upprustning till en kostnad av cirka 240 miljoner euro.